# Yuko Tomita
Yuko Tomita (とみた ゆう子, Tomita Yuko, Nagoya, Aichi, 5 de maio de 1961) é uma cantora japonesa de J-pop e city pop.

## Histórico
Yuko Tomita iniciou sua carreira artística em 1979 pela Nippon Crown, e alcançou seu primeiro grande sucesso com "September Girl" em 1981. Foi forçada a parar de cantar em 1986, por conta de sequelas oriundas de um acidente de trânsito. Voltaria a gravar em 1991 pela Taurus Records, mas encerrou definitivamente a carreira em julho de 1992.